# 雷雨性高気圧
雷雨性高気圧（らいうせいこうきあつ）とは、メソハイ(meso high、メソ高気圧)とも言い、積乱雲の下に形成される小規模な高気圧のこと。集中豪雨をもたらす
積乱雲が成熟すると、雲の中で冷たい下降気流が強まるが、その気流は上昇気流に押されて積乱雲の下に溜まる。これを冷気プール(cold pool, cold air pool)という。冷気プールは低温高圧であり、これが雷雨性高気圧である。
冷気プールは、積乱雲の減衰に伴って積乱雲の下に流れ出し、地上にも流れ込む。これを冷気外出流(cold outflow)という。冷気外出流のうち風速の強いものをダウンバーストといい、ダウンバーストが水平流に変わって小規模な前線を形成するとガストフロントとなる。
冷気外出流に伴い、雷雨性高気圧は消えていく。
現象の規模としては、メソスケールに該当する。